# Società Sportiva Pescara 1938-1939
Questa voce raccoglie le informazioni riguardanti la Società Sportiva Pescara nelle competizioni ufficiali della stagione 1938-1939.

## Rosa
| N. |                   | Ruolo | Calciatore           |
| -- | ----------------- | ----- | -------------------- |
|    | Italia (bandiera) | C     | Mario Brandimarte    |
|    | Italia (bandiera) | A     | Pietro Carta         |
|    | Italia (bandiera) | C     | Francesco D'Albenzio |
|    | Italia (bandiera) | C     | Alfredo De Angelis   |
|    | Italia (bandiera) | C     | Ciriaco D'Incecco    |
|    | Italia (bandiera) |       | Enrico Di Santo      |
|    | Italia (bandiera) |       | Mario Di Santo       |
|    | Italia (bandiera) | P     | Mariano Fabiani      |
|    | Italia (bandiera) | A     | Carlo Guarnieri      |

| N. |                   | Ruolo | Calciatore        |
| -- | ----------------- | ----- | ----------------- |
|    | Italia (bandiera) | A     | Dante Lacorata    |
|    | Italia (bandiera) | C     | Gaetano La Porta  |
|    | Italia (bandiera) |       | Marcello Lucchini |
|    | Italia (bandiera) | A     | Dante Mariani     |
|    | Italia (bandiera) | C     | Edmondo Maturo    |
|    | Italia (bandiera) | D     | Ostavo Mincarelli |
|    | Italia (bandiera) | P     | Dino Monini       |
|    | Italia (bandiera) |       | Lino Terzi        |